# Таубе, Арвид Фредрик
Граф Арвид Фредрик Таубе (швед. Arvid Taube; 19 января 1853 — 14 октября 1916, Алингсос) — шведский политический, государственный и дипломатический деятель, секретарь кабинета министров Швеции в 1895—1900 годах, министр иностранных дел Швеции в 1909—1911 годах.

## Биография

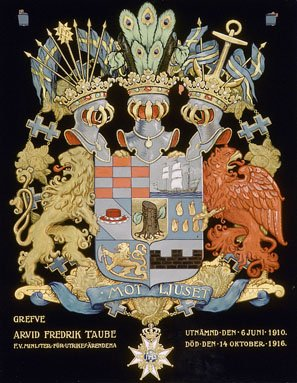
Герб Таубе

Представитель шведского аристократического рода Таубе. В 1892—1895 годах работал начальником политического отдела министерства иностранных дел. С 1895 по 1900 год был секретарём кабинета министров.
В 1909—1911 годах занимал пост министра иностранных дел Швеции. До и после министерского поста был послом Швеции в Германии.
Таубе придерживался консервативной политической позиции. Он был сторонником Германии и, находясь на посту министра иностранных дел, предлагал установить тесный союз между Швецией и Германией против Российской империи в случае войны. Таубе также изменил внешнюю политику Швеции из-за вероятности начала войны.